# Aphelandra mucronata
Aphelandra mucronata é uma espécie de plantas com flores. Foi descrito pela primeira vez por Hipólito Ruiz López e Pav. , e recebeu o nome exato de Christian Gottfried Daniel Nees von Esenbeck. Aphelandra mucronata pertence ao gênero Aphelandra, e à família Acanthaceae.
Este tipo de planta pode ser encontrado em:
- Peru

Não há tipos listados como este.